# OGLE2-TR-L9 b
OGLE2-TR-L9 b – planeta pozasłoneczna położona w gwiazdozbiorze Kila odkryta w 2008 przez trzech studentów Universiteit Leiden w Holandii na podstawie wcześniej opublikowanych danych obserwacyjnych programu OGLE.
W latach 1997–2000 w ramach programu OGLE dokonano obserwacji ponad 15 700 różnych gwiazd, dane te zostały opublikowane i są dostępne dla wszystkich naukowców. W 2008 trzech studentów używało stworzonego przez nich samych programu komputerowego do analizy zmian jasności obserwowanych gwiazd, co pozwoliło odkryć nową planetę pozasłoneczną. Odkrycie zostało potwierdzone dodatkowymi obserwacjami z obserwatorium Very Large Telescope.
Masa planety to ok. 4 MJ, orbituje ona wokół gwiazdy OGLE2-TR-L9 w odległości 0,03% odległości Ziemi od Słońca, jej okres orbitalny wynosi zaledwie 2,5 dnia. Temperatura gwiazdy, wokół której krąży ta planeta to prawie 7000 K – około 1200 K więcej niż temperatura fotosfery Słońca.